# Arturo Tabera Araoz
Arturo Tabera Araoz, C.M.F., (El Barco de Ávila, 29 de octubre de 1903-Roma, 13 de junio de 1975) fue un canonista, religioso claretiano, arzobispo y cardenal español. Ocupó los cargos de obispo de Barbastro (1950), obispo de Albacete (1950-1968) y arzobispo de Pamplona (1968-1971). Fue prefecto de la Sagrada Congregación para los Religiosos y los Institutos Seculares (1973-1975). 

## Biografía

### Primeros años y formación
Nació en El Barco de Ávila en 1903 en el seno de una humilde familia. En 1915, a los 12 años, ingresó en el postulantado de la Congregación de los Hijos del Inmaculado Corazón de María en Don Benito. Allí cursó sus estudios de latín y de humanidades con notas sobresalientes. Entonces se le traslada al noviciado de Jerez de los Caballeros, donde hace su profesión religiosa el 15 de julio de 1920. Allí inicia sus estudios de Filosofía y de Teología, continuándolos en Zafra. 
Fue ordenado sacerdote el 22 de diciembre de 1928 y enviado a Roma para continuar sus estudios en el Pontificio Ateneo de San Apolinar, donde obtuvo el doctorado in utruque iure, es decir, en derecho civil y en derecho canónico.

### Vida sacerdotal y docente
Terminados sus estudios en Roma es trasladado de nuevo a Zafra para ejercer como profesor en el teologado que tenían los claretianos en aquella ciudad, haciéndose cargo de la cátedra de derecho canónico durante cuatro años. Entonces se trasladó a Madrid para ocupar el cargo de subdirector de la revista Ilustración del Clero.
Al terminar la Guerra civil española fue llamado a Roma para colaborar en la revista Commemoratium pro religiosis -dirigida por Arcadio María Larraona, C.M.F., futuro cardenal- y para ocupar el cargo de secretario de la prefectura de estudios de su congregación.

### Episcopado
El papa Pío XII lo nombró obispo titular de Lirbe y administrador apostólico de Barbastro el 16 de febrero de 1946. El 2 de febrero de 1950 fue nombrado obispo de Barbastro, cargo que ocupó solamente durante tres meses. El 13 de mayo de 1950 fue nombrado primer obispo de la recién creada diócesis de Albacete, cargo que ocupó hasta 1968. Asistió al Concilio Vaticano II en Roma. El 23 de julio de 1968 fue nombrado arzobispo de Pamplona por el Papa Pablo VI.

### Cardenalato
Fue creado cardenal presbítero de San Pietro in Montorio en el consistorio del 28 de abril de 1969 por el papa Pablo VI. Fue prefecto de la Sagrada Congregación para el Culto Divino desde el 20 de febrero de 1971. Renunció al gobierno pastoral de la archidiócesis de Pamplona el 4 de diciembre de 1971. El 8 de septiembre de 1973 el Papa Pablo VI lo nombró prefecto de la Sagrada Congregación para los Religiosos y los Institutos Seculares, cargo que ejercerá hasta su muerte. También fue miembro de otras congregaciones de la curia romana: de la Sagrada Congregación para la Disciplina de los Sacramentos. de la Sagrada Congregación para las Causas de los Santos, del Tribunal Supremo de la Signatura Apostólica y de la Comisión para la Revisión del Código de Derecho Canónico.
Murió en Roma en 1975. 

## Obras

### Libros:
- De Monachismo in Jure Romano-Hellenico (1930). Su tesis doctoral. Inédita.
- El derecho justinianeo en España (1934). Escrito en colaboración con Arcadio María Larraona y Saralegui, C.M.F., futuro cardenal.

## Sucesión
| Predecesor: Lino Rodrigo Ruesca        | Diócesis de Barbastro (Administrador Apostólico) 1946-1952  | Sucesor: Pedro Cantero Cuadrado          |
| Predecesor: Diócesis de nueva creación | Obispo de Albacete 1950-1968                                | Sucesor: Ireneo García Alonso            |
| Predecesor: Enrique Delgado Gómez      | Arzobispo de Pamplona 1968-1971                             | Sucesor: José Méndez Asensio             |
| Predecesor: Enrique Pla y Deniel       | Cardenal Presbítero de San Pedro del Monte de Oro 1969-1975 | Sucesor: Aloísio Leo Arlindo Lorscheider |